# Сан Фиденцио (Верона)
Сан Фиденцио је насеље у Италији у округу Верона, региону Венето.
Према процени из 2011. у насељу је живело 36 становника. Насеље се налази на надморској висини од 240 м.